# حیدر رعد
حیدر رعد ماجد (زادهٔ ۲۷ آوریل ۱۹۹۱) یک بازیکن فوتبال اهل عراق است.
وی همچنین در تیم ملی فوتبال عراق بازی کرده‌است.